# Station La Teste
Station La Teste is een spoorwegstation in de Franse gemeente La Teste-de-Buch.
Het wordt bediend door treinen van het netwerk TER Nouvelle-Aquitaine die rijden op het traject Bordeaux-Saint-Jean - Arcachon. Incidenteel stoppen er TGVs (dienst Paris Montparnasse - Arcachon).
Het station is geopend in 1841 als onderdeel van een spoorlijn die Bordeaux verbond met La Teste door een voorloper van de Compagnie des Chemins de fer du Midi. In 1857 is deze lijn verlengd tot Arcachon.